# Lyttolydulus
Lyttolydulus là một chi bọ cánh cứng trong họ Meloidae.
Chi này được miêu tả khoa học năm 1913 bởi Reitter.

## Các loài
Các loài trong chi này gồm:
- Lyttolydulus cinereovestitus (Fairmaire, 1876)
- Lyttolydulus deserticola Kaszab, 1952
- Lyttolydulus giganteus Kaszab, 1952
- Lyttolydulus mozabita (Chobaut, 1897)
- Lyttolydulus nigronotatus (Pic, 1907)
- Lyttolydulus nubeculosus Kaszab, 1952
- Lyttolydulus rufulus (Fairmaire, 1863)
- Lyttolydulus simplicicornis (Pic, 1899)
- Lyttolydulus susicus (Escalera, 1914)
- Lyttolydulus thiebaulti (Fairmaire, 1876)